# Теннесберг
Теннесберг (нім. Tännesberg) — громада в Німеччині, розташована в землі Баварія. Підпорядковується адміністративному округу Верхній Пфальц. Входить до складу району Нойштадт-ан-дер-Вальднааб. Центр об'єднання громад Теннесберг.
Площа — 46,57 км2. Населення становить 1465 ос. (станом на 31 грудня 2020).

## Галерея

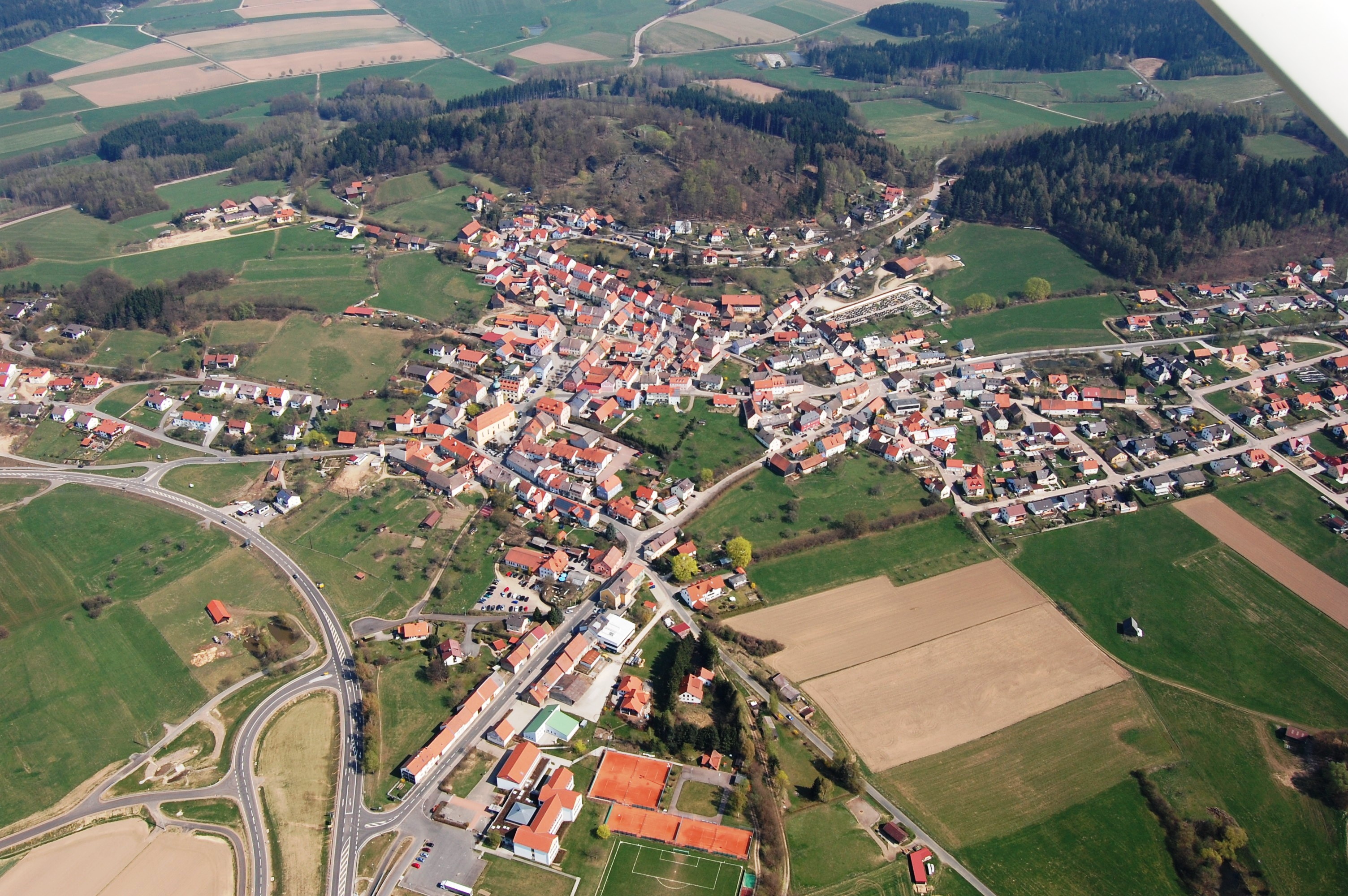
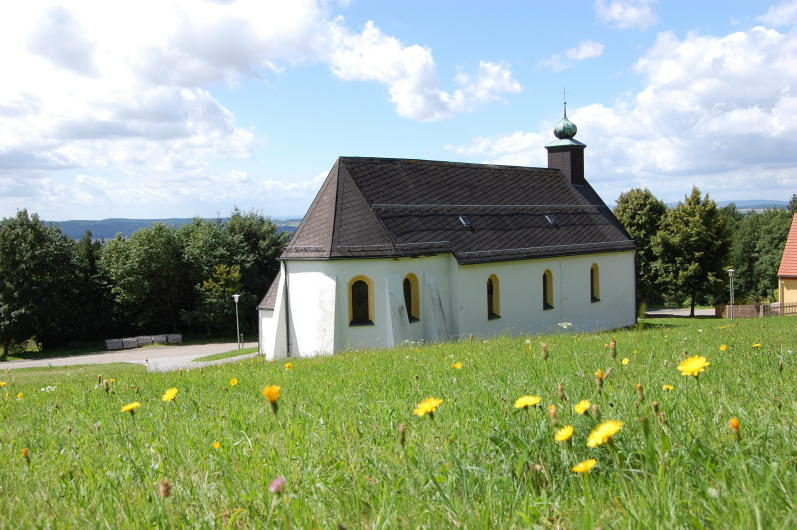